# Guérilla irakienne

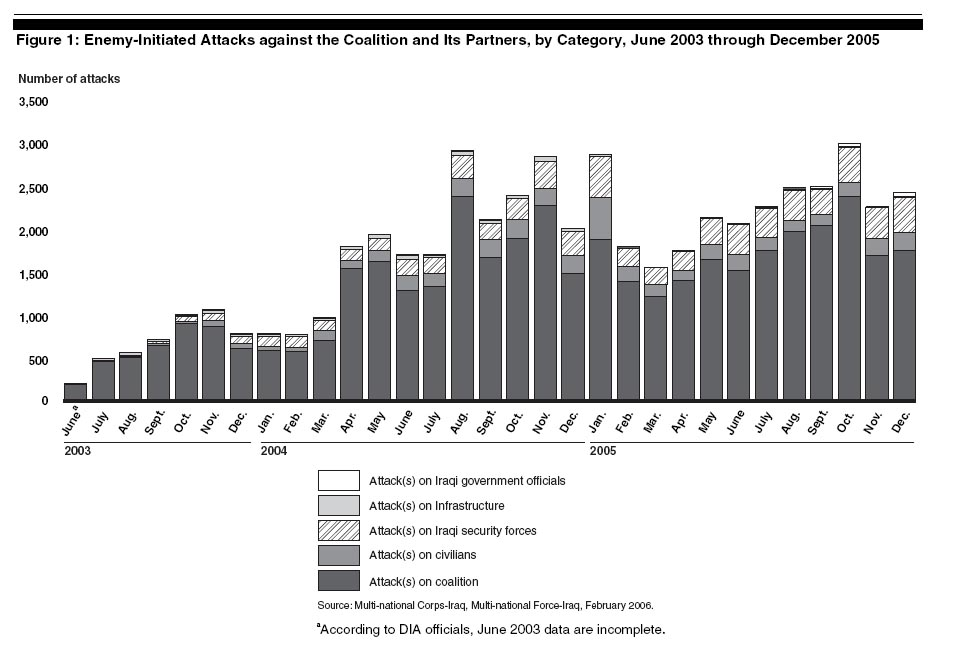
Évolution du nombre d'attaques de 2003 à fin 2005

La guérilla irakienne désigne dans les médias l'ensemble des groupes luttant, à un moment ou un autre, contre la coalition militaire en Irak dirigée par les États-Unis et les forces du gouvernement irakien pendant la guerre d'Irak après l'opération liberté irakienne en 2003 qui fait tomber le gouvernement du Parti Baas.

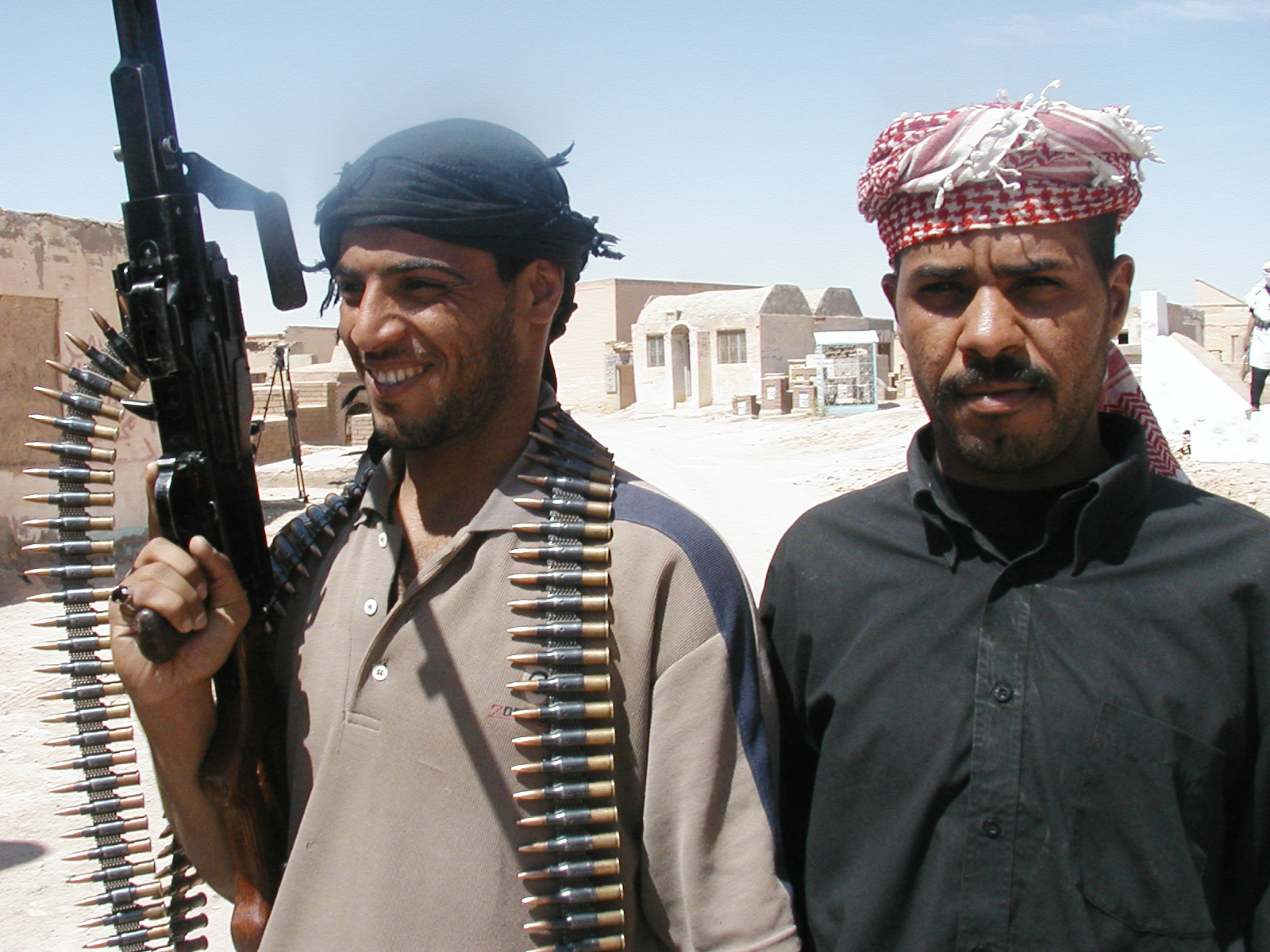
Miliciens de l'armée du Mahdi dans le cimetière de Nadjaf

## Terme flou
Ce terme désigne un ensemble hétéroclite de mouvements indépendants entre eux. Ces mouvements regroupent des nationalistes (baassistes), des communistes, des islamistes internationaux (Al-Qaida en Irak), des islamistes irakiens, des sunnites, des chiites, ainsi que quelques éléments kurdes et turcomans, mais aussi les groupes purement criminels pratiquant la prise d'otage afin de toucher une rançon.
La situation politique de l'Irak n'étant pas stable, la position de certains combattants, comme la milice chiite de Moqtada al-Sadr (Armée du medhi), est ambiguë : s'ils ont affronté l'armée américaine à Falloujah, pour soutenir les Sunnites, ils affrontent à plusieurs reprises en 2005 le réseau d'Abou Moussab Zarqaoui et depuis 2007 observent une trêve avec le gouvernement irakien et les forces étrangères, bien que diverses factions ne suivent celle-ci, ce qui a conduit à une offensive de l'armée irakienne fin mars 2008. L'Armée islamique en Irak est une des branches de l'insurrection parmi les plus connues.

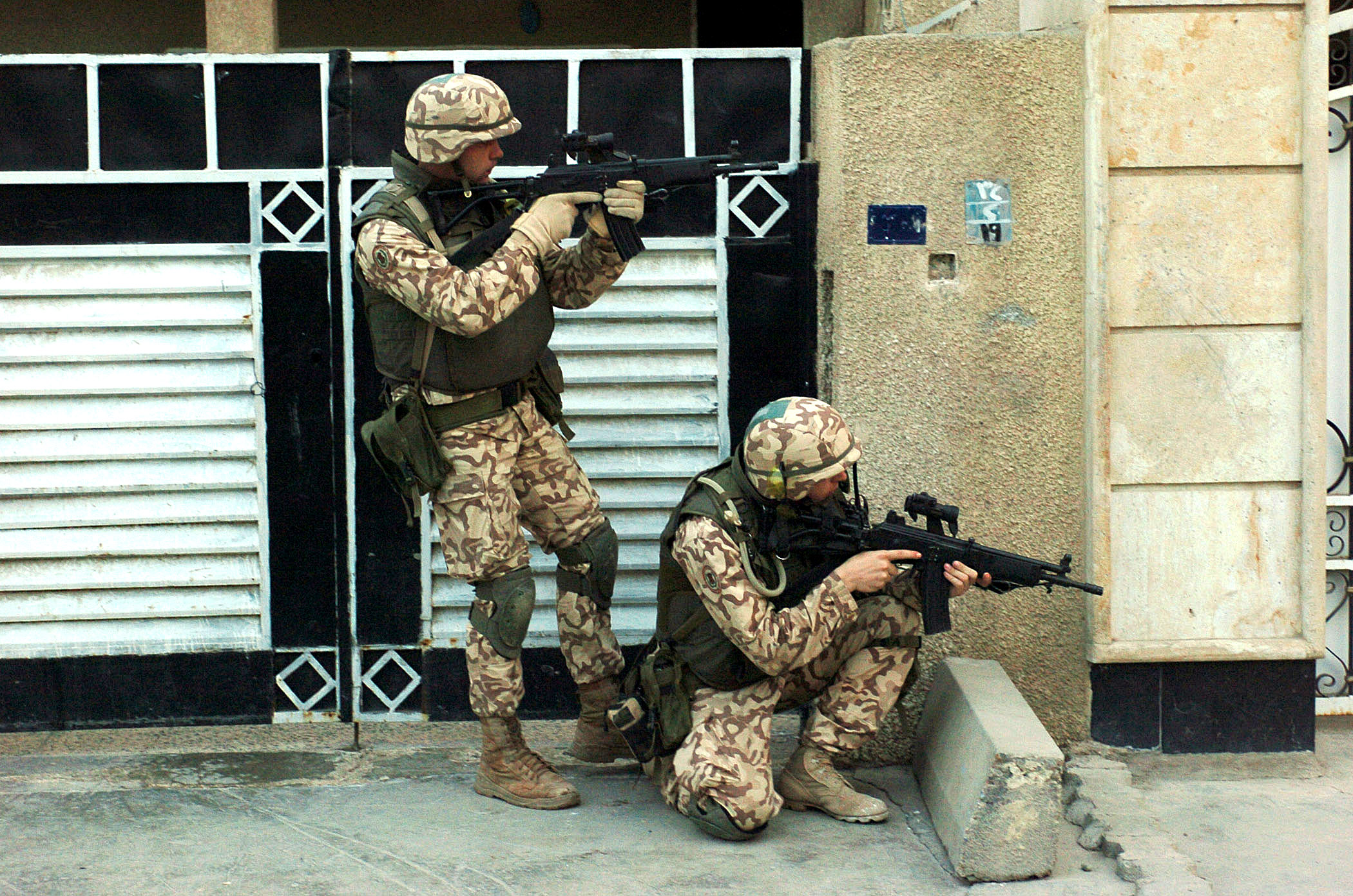
Soldats estoniens de la coalition internationale en Irak en train d'effectuer une patrouille dans les rues de Bagdad (février 2005). Le conflit asymétrique ayant émergé de l'occupation de l'Irak les confronte à une opposition difficile à débusquer puisque mêlée à la population la plupart du temps.

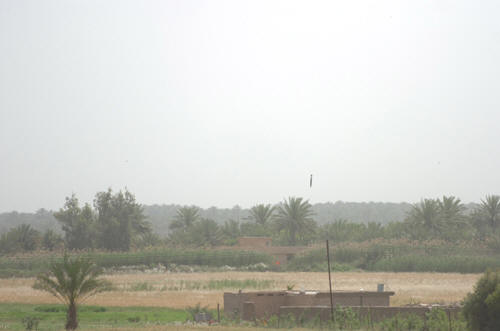
Un obus M982 Excalibur à guidage GPS va s'abattre sur une maison servant d'abri à des insurgés durant des opérations de combat dans le nord de la région de Bagdad le 5 mai 2007. C'est la Brigade Combat Team, 1re division de cavalerie américaine qui a tiré depuis un M109A6 Paladin depuis le Camp Taji, il s'agit de la première utilisation opérationnelle de ce projectile.

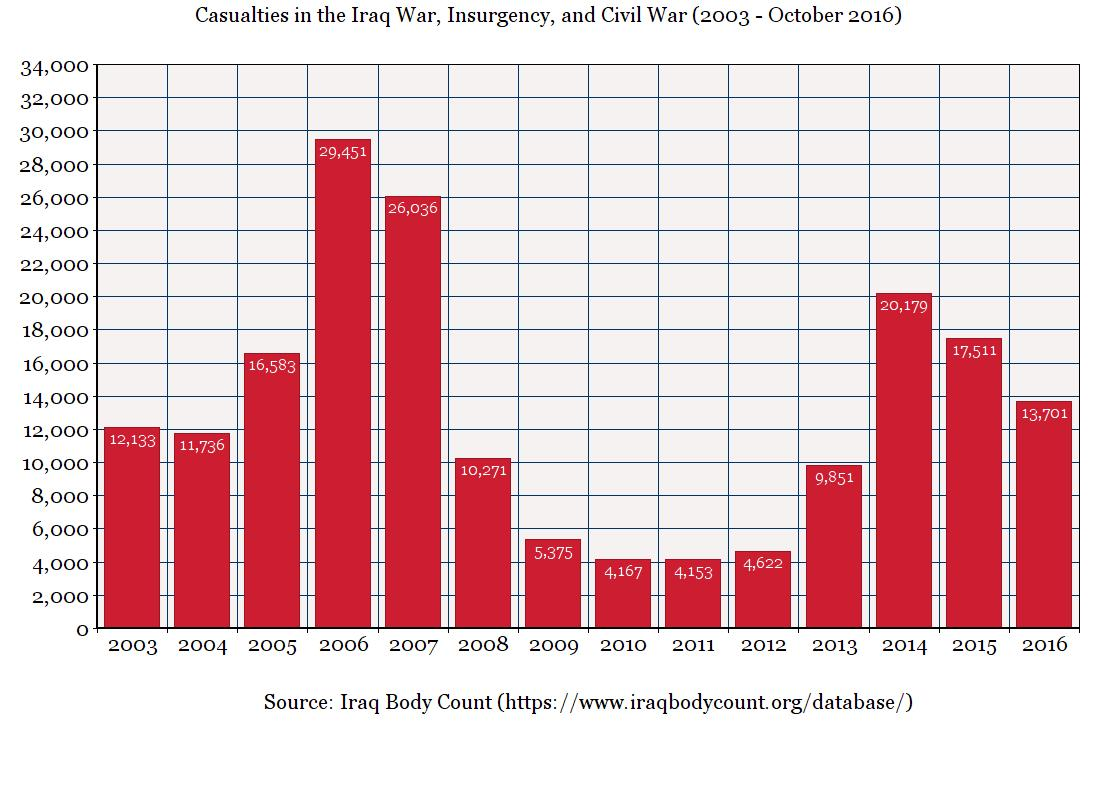
Pertes annuelles dues à l'insurrection, 2003-2012.

Certains groupes emploient le terrorisme contre des civils et d'autres pratiquent des prises d'otages tandis que d'autres groupes ne s'attaquent qu'à des militaires. Par ailleurs certains groupes ont également des activités criminelles et mafieuses.
En janvier 2006 est créé le Conseil consultatif des moudjahidines en Irak qui regroupe al-Qaida et quelques groupes armés qui lui sont proches idéologiquement. Ces groupes sont en conflit avec une partie de l'insurrection qui leur reprochent d'être exogènes à la société irakienne, et de viser sa destruction.
En septembre 2007, la coalition compte plus de 19 000 insurgés morts au combat.

## Soutiens étrangers
Bien qu'ils s'en défendent, plusieurs pays sont soupçonnés de soutenir l'insurrection irakienne. La Syrie, par exemple, représenterait une base arrière pour un certain nombre de groupes armés sunnites, qui obtiendraient des financements auprès de différents pays de la Péninsule Arabique. L'Iran soutiendrait financièrement et logistiquement les groupes chiites, notamment la milice sadriste (Armée du Mehdi) et la milice Badr,.
D'un point de vue sémantique, l'insurrection irakienne peut-être qualifiée de « résistance » par ses défenseurs ou bien de « terroriste » par ses opposants. En France, par exemple, Didier Julia ou le Réseau Voltaire emploient le terme de « résistance irakienne ». Le Réseau Voltaire utilise également le nom de « gouvernement de collaboration » pour parler du gouvernement irakien.